# Nukâka Coster-Waldau
Nukâka Coster-Waldau (ur. 23 lutego 1971 w Uummannaq na Grenlandii) – grenlandzka i duńska aktorka filmowa i teatralna oraz piosenkarka, a także była miss Grenlandii. Jest córką grenlandzkiego polityka Josefa Motzfeldta.

## Życiorys
W latach 2002–2006 Nukâka kształciła się w Duńskiej Narodowej Szkole Sztuk Teatralnych (Danish National School of Performing Arts). Artystka próbowała również sił jako piosenkarka. Jej dwa znane utwory to Something Different oraz With You. W roku 2010 wystąpiła również na płycie Skrøbeligt Fundament – Støt Haiti wraz z innymi artystami, m.in. ze swoim mężem, duńskim aktorem Nikolajem Coster-Waldau oraz grenlandzką piosenkarką Julie Berthelsen.

## Filmografia[1]

### Filmy
- 1998: Qaamarngup uummataa – Trommedanser
- 1998: Po dzikiej stronie życia – Jóna
- 2000: La Repetition – piosenkarka[4]
- 2007: Hvid nat – Camillas veninde[7]
- 2007: Precious – aktorka[4]
- 2007: White Night – przyjaciółka[4]
- 2008: Himmerland – matka Sofie
- 2010: Eksperyment – Margrethe
- 2012: Skavengers – pracowniczka punktu informacyjnego w porcie lotniczym
- 2013: Det grå guld – prezenterka wiadomości

### Seriale
- 1996: Po dzikiej stronie życia – Jóna
- 1998: Forbrydelsen – dziennikarka
- 2004: Defense – Sørine[4]
- 2007: The Killing[7]
- 2012–2013: Aftenshowet – jako ona sama[7]

## Teatr[4]
- 2005: Røverne – Amalia
- 2006: Polaroid – tancerka
- 2007: En Tur i Stuen – aktorka
- 2008–2009: Polaroid – tancerka
- 2011–2012: Plus minus Nul – Tour – różne role
- 2013: Strømsteder/Sarfartuut – prowadząca

## Dyskografia
- 2010: Skrøbeligt Fundament – Støt Haiti (różni artyści)[6]